# Неугрунд
Не́угрунд (эст. Neugrund) — самый большой и самый древний метеоритный кратер в Эстонии. Один из семи официально признанных метеоритных кратеров в стране. Считается одним из наиболее хорошо сохранившихся подводных кратеров в мире.

## Географическое положение
Находится на дне Балтийского моря между островами Осмуссаар и Красси примерно в 6 км к северо-востоку от острова Осмуссаар и в 10 км к северо-западу от деревни Ныва. Территория, на которой находится кратер, административно относится к уезду Ляэнемаа.

## История
Метеоритное происхождение кратера Неугрунд было подтверждено исследованиями, проведёнными в 1996–1998 годах группой эстонских геологов под руководством Калле Сууроя. Установлено, что кратер образовался при столкновении Земли с астероидом диаметром 1 км. Столкновение случилось на расстоянии около 100 км от берега. Толщина водного слоя в то время составляла 100—200 м. Об ударе метеорита также свидетельствуют куски гнейсовидной брекчии, обнаруженные на берегу острова Осмуссаар. Скорость астероида составляла 20–30 км/с.
Высказывается, однако, мнение, что Неугрунд может иметь вулканическое происхождение, так как находится в сейсмически активной зоне: как раз недалеко от Осмуссаара в 1976 году произошло самое мощное в Эстонии землетрясение (4,75 балла по шкале Рихтера).

## Описание

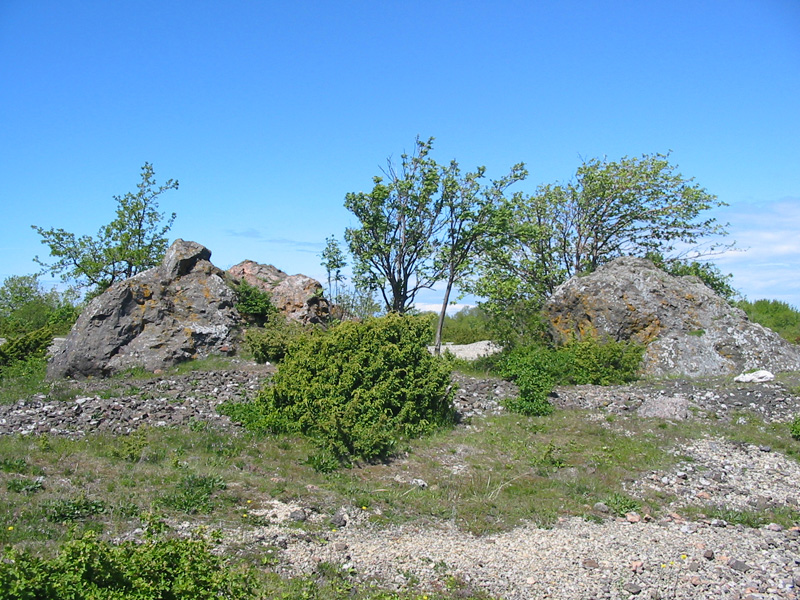
Камни, выброшенные взрывом из кратера («Близнецы Осмуссаара»)

Чрезвычайно мощный взрыв образовал кратер диаметром до 6 км, окруженный круглым валом шириной 2,5–3 км. Диаметр окружающего его сброса составляет 20–21 км. Диаметр кратера, измеренный по гребню кругового вала, составляет около 9 км.
Глубина кратера в настоящий момент составляет 40—70 м. Поскольку воронка заполнена отложениями, начальная глубина неизвестна, однако предполагается, что её значение превышает 500 м.
Ранее предполагалось, что Неугрунд возник во время ордовика и его возраст составляет 455–470 млн лет. Однако позднее было установлено, что кратер образовался в ранний кембрийский период, а его возраст — 535 млн лет.
На центральную часть метеоритного кратера указывает отмель Неугрунд, где глубина моря составляет от 1 до 10 метров; она обозначена северным буем.
Неугрунд пользуется популярностью у дайверов.